# Willy Messerschmitt
Wilhelm Emil Messerschmitt (Fráncfort del Meno, 26 de junio de 1898-Múnich, 15 de septiembre de 1978) fue un diseñador y fabricante de aeronaves alemán.

## Biografía

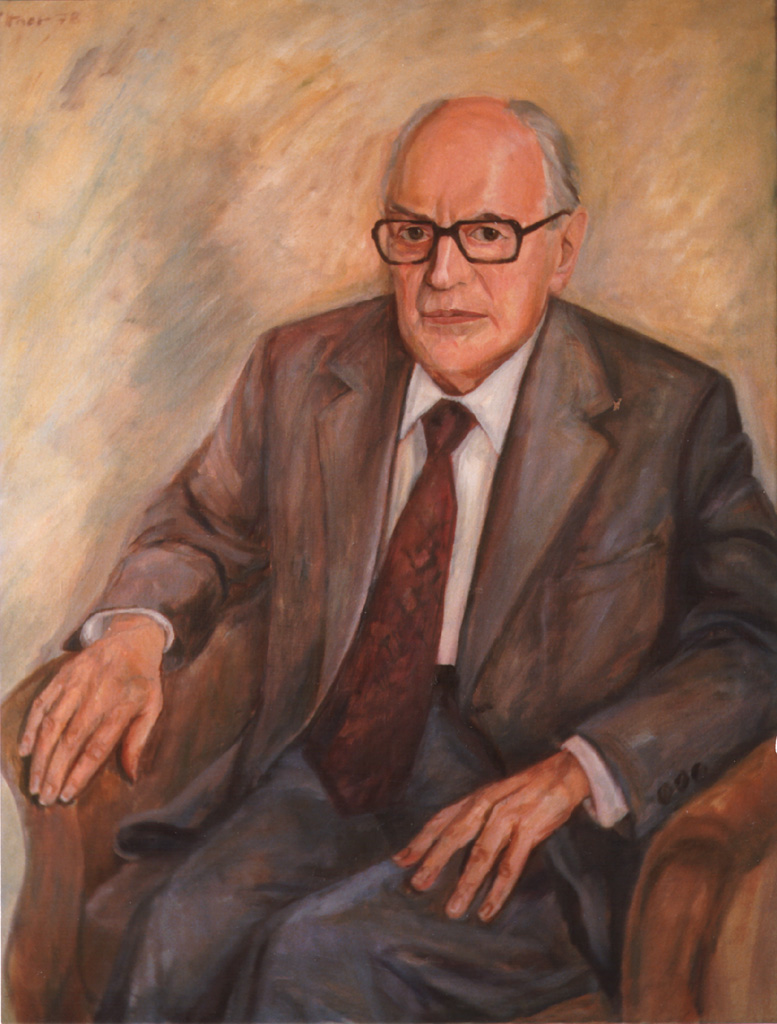
Retrato de Günter Rittner. 1978

A menudo nombrado como Willy. A la edad de 25 años, siendo estudiante, fundó su primera empresa dedicada a construcciones aeronáuticas, la Flugzeugbau Messerschmitt, ubicada en Bamberg. En ella se construyeron en un principio planeadores y aviones deportivos con estructuras de madera. En el año 1925, en calidad de diseñador jefe de B.F.W (Bayerische Flugzeugwerke) desarrollo el B.F.W. M-18 un monoplano de ala alta comercial de cuatro plazas destinado a cubrir líneas secundarias, que realizó su primer vuelo solo un año después.
En 1944, la empresa había crecido lo suficiente hasta convertirse en un consorcio con unos 45.000 empleados. Su avión Bf 109 fue, con unos 35.000 aparatos, el segundo avión de caza del que más unidades se fabricaron en la historia de la aviación, solo superado por la serie Yakovlev Yak-1/3/7/9. Los aviones de Messerschmitt tuvieron una influencia decisiva en la nueva era de los aviones de reacción. El reactor Me 262, de 1942, fue el producto más importante. En el año 1945 fue el año en el que Messerschmitt introdujo las alas en flecha, cuyas propiedades son muy ventajosas para los vuelos a alta velocidad.

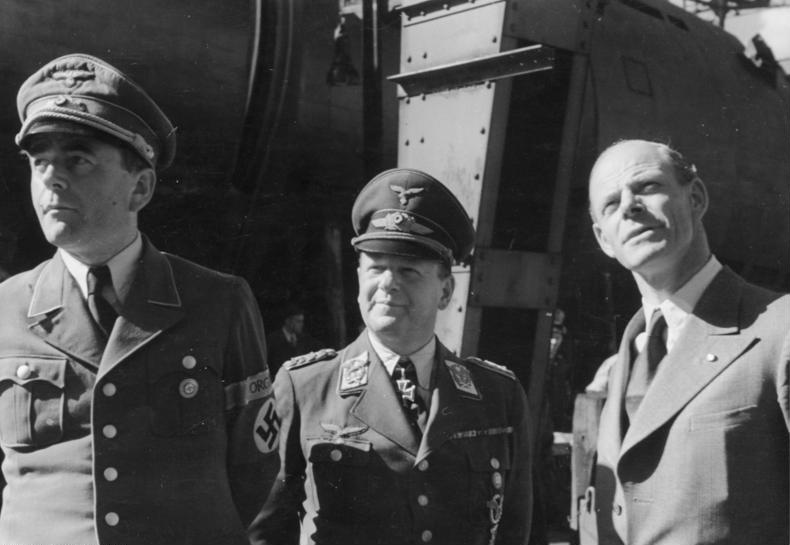
Messerschmitt con Milch (centro) y Albert Speer.

Después de la Segunda Guerra Mundial, recibió en 1953 un encargo del gobierno español, y trabajó para Hispano Aviación supervisando el diseño y construcción de avanzados reactores como el Hispano Aviación HA-200 Saeta, y el Hispano Aviación HA-300 supersónico, que finalmente se fabricó en Egipto bajo la denominación Helwan HA-300. En el marco de la agrupación de empresas Entwicklungsring Süd (EWR) construyó, junto con Bölkow y Heinkel, el avión de despegue vertical VJ 101. Con este avión consiguió Alemania incorporarse de nuevo a la industria aeronáutica internacional.

## Filme
- Lebensträume. Willy Messerschmitt - Flugzeuge für Krieg und Frieden, 45 min, documental und Doku-Drama, Buch und Regie: Bertram von Boxberg, Producción: NDR, Erstausstrahlung: 10 de julio de 2006